# جهان‌آباد (زبرخان)
جهان‌آباد (نیشابور)، روستایی از توابع بخش زبرخان شهرستان نیشابور در استان خراسان رضوی ایران است.

## جمعیت
این روستا در دهستان اسحق‌آباد قرار دارد و براساس سرشماری مرکز آمار ایران در سال ۱۳۸۵، جمعیت آن ۴۸۷ نفر (۱۱۷خانوار) بوده‌است.